# 公主鬧雙包
《公主鬧雙包》（英語：The Princess Switch），是一部2018年美國聖誕浪漫喜劇電影，同時也是《公主鬧雙包》系列三部曲的第一部。由麥克·羅爾執導，羅賓·伯恩海姆與梅根·梅茨格（Megan Metzger）編劇，凡妮莎·哈金斯、山姆·帕拉迪奧與尼克·薩加爾（Nick Sagar）領銜主演。
電影中，兩位容貌相同的主角相遇並互換身分的構想啟發自美國作家馬克·吐溫1881年發表的文學作品《乞丐王子》。
本電影於2018年11月16日在Netflix上映，該系列第二部作品《公主鬧雙包：變身計畫》於2020年11月19日上映；第三部作品，也是該系列的最後一部作品《公主鬧雙包3：浪漫星空》於2021年11月18日上映。

## 劇情
來自芝加哥的糕點師傅——史黛西·德諾佛正準備前往貝爾格萊維亞王國（Belgravia）參加國際糕點大賽，在那裡，她遇見了與自己如同雙胞胎姊妹的遠房親戚——蒙蒂納羅的瑪格麗特女公爵。瑪格麗特即將與愛德華王子成婚，但她卻不滿意這樁皇室聯姻，於是她暗中向史黛西提議兩人短暫互換身分，並在聖誕節假期過後再恢復原本的身份。
在互換身分的這幾天以來，史黛西與愛德華王子兩人無話不談，思想獨立且幽默風趣的個性早已讓愛德華對她著迷地無法自拔；而初入凡間的瑪格麗特不僅盡情享受了平庸的生活，還在第一次遇見陽光開朗的奇雲時墜入了愛河。眼看時間一點一滴過去，史黛西與瑪格麗特都不想與心愛之人分離，這時，瑪格麗特做出一項重大的決定......

## 演員
| 演員                          | 角色                                      | 介紹                                               |
| ----------------------------- | ----------------------------------------- | -------------------------------------------------- |
| 凡妮莎·哈金斯                 | 史黛西·德諾佛 Stacy De Novo               | 來自芝加哥的糕點師。                               |
| 凡妮莎·哈金斯                 | 瑪格麗特·德拉珂德 Lady Margaret Delacourt | 蒙蒂納羅的女公爵，愛德華王子的未婚妻。             |
| 山姆·帕拉迪奧                 | 愛德華王子 Prince Edward                  | 貝爾格萊維亞王國的王子。                           |
| 尼克·薩加爾 Nick Sagar        | 奇雲·理察斯 Kevin Richards                | 史黛西的高中摯友兼同事，奧莉維亞的爸爸。           |
| 蘇安妮·布朗恩                 | 多納泰利夫人 Mrs. Donatelli               | 瑪格麗特女公爵的侍女。                             |
| 馬克·弗萊希曼                 | 法蘭克·德盧卡 Frank De Luca               | 愛德華王子的司機兼侍從。                           |
| 阿歷薩·雅迪歐森 Alexa Adeosun | 奧莉維亞·理察斯 Olivia Richards           | 奇雲的女兒，史黛西的乾女兒。                       |
| 莎拉·史都華                   | 卡羅琳皇后 Queen Caroline                 | 愛德華王子的母親，貝爾格萊維亞王國的皇后。         |
| 帕維爾·道格拉斯               | 佐治國王 King George                      | 愛德華王子的父親，貝爾格萊維亞王國的國王。         |
| 艾米·葛莉菲斯 Amy Griffiths   | 布賴安娜·邁克爾斯 Brianna Michaels        | 史黛西的競爭對手。                                 |
| 羅賓·索斯                     | 老爺爺 Kindly Old Man                     | 一個神秘的老先生，經常隨機出現在主角身邊幫助他們。 |
| 阿什利·埃默森 Ashley Emerson  | 保羅 Paul                                 | 史黛西的前男友。                                   |
| 卡利·泰勒 Calliope Taylor     | 泰勒 Taylor                               | 保羅的現任女友。                                   |

## 製作

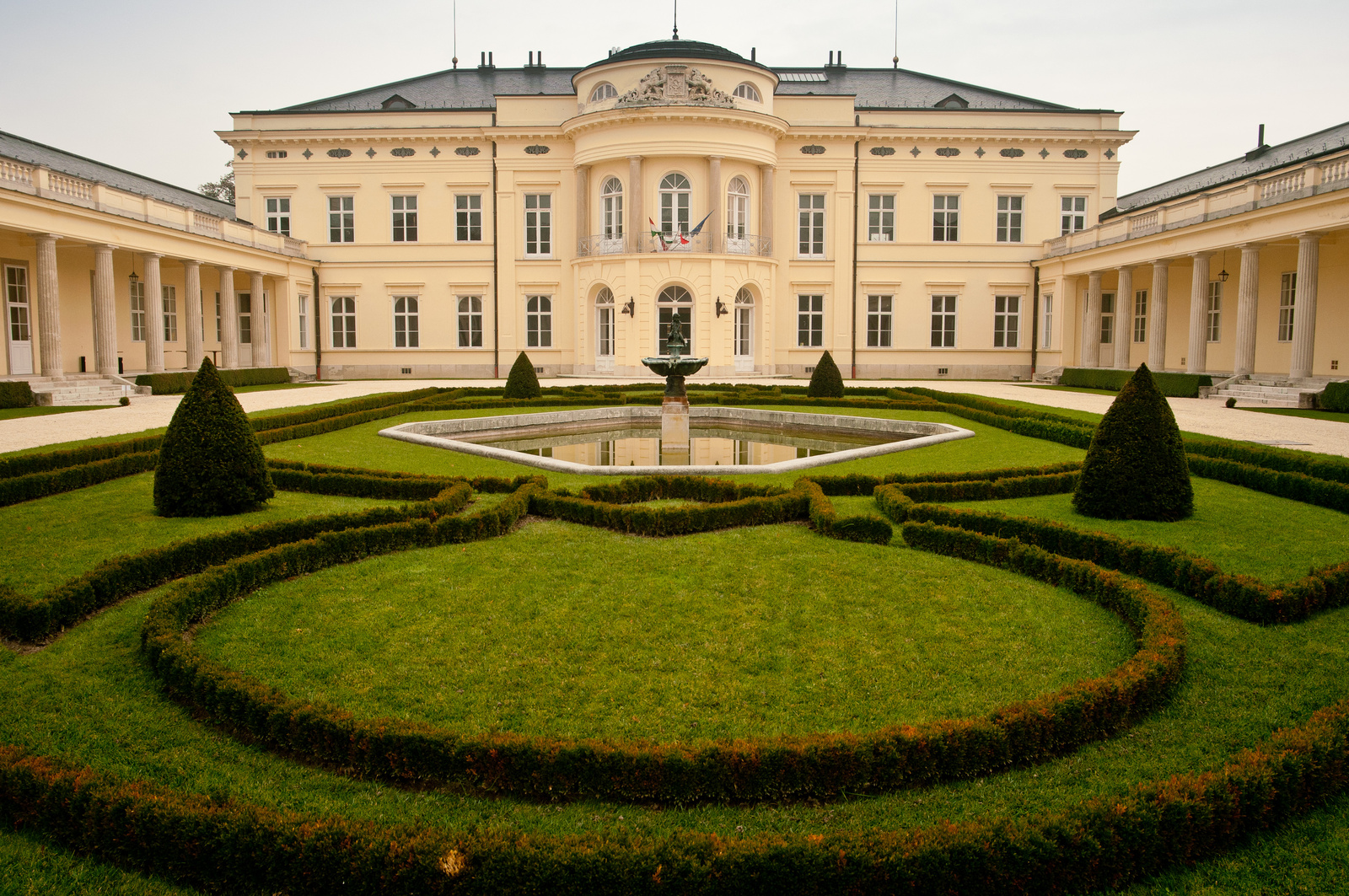
片中出現的卡羅伊城堡

2018年6月，宣布凡妮莎·哈金斯與山姆·帕拉迪奧加入《公主鬧雙包》劇組，並確認兩人為電影的男女主角。
主體拍攝於2018年6月結束。大部分的場景是在羅馬尼亞薩圖馬雷縣卡雷市進行拍攝，宮殿場景是在卡雷市的卡羅伊城堡拍攝。

## 發行
本電影於2018年11月16日在Netflix全球同步上映。

### 續集
第二部續集《公主鬧雙包：變身計畫》於2020年11月19日上映，女主角凡妮莎·哈金斯不僅升格為電影監製，還在劇中飾演了新角色菲歐娜（Fiona）。第三部續集，也是該系列最後一部作品《公主鬧雙包3：浪漫星空》於2021年11月18日上映，而凡妮莎·哈金斯也再度擔任監製。

## 大眾迴響
根据評論匯總网站爛番茄汇总的15篇评论文章，67%的评论家给予该作正面评价，平均打分为5.6分（满分10分）。该网站总结的评论家共识是“《公主鬧雙包》給予觀眾一種健康的吸引力、輕鬆的氛圍，以及雙重交換的樂趣，對於任何無可救藥的浪漫主義者來說都是一次令人愉快的觀看。”
全國公共廣播電台的琳達·霍姆斯讚賞了演員的演技，同時批評劇情中不切實際的部分，並說道：「空洞、荒謬卻令人愉悅的劇情。」

## 外部連結
- 互联网电影数据库（IMDb）上《公主鬧雙包》的资料（英文）
- 在Netflix上觀看《公主鬧雙包》
- 爛番茄上《公主鬧雙包》的資料（英文）
- Metacritic上《公主鬧雙包》的資料（英文）
- 豆瓣电影上《公主鬧雙包》的資料 （简体中文）